# Ерік Акото
Ерік Акото (фр. Éric Akoto, нар. 20 липня 1980, Аккра) — тоголезький футболіст, що грав на позиції захисника. У складі національної збірної Того був учасником чемпіонату світу 2006 та трьох кубків африканських націй.

## Клубна кар'єра
Почав кар'єру в ганском «Ліберті Профешнелс», звідки в 1998 році переїхав до Європи, підписавши контракт з австрійським ГАКом (Грац). Дебютував у Бундеслізі 28 жовтня 1998 року матчі проти «Тіроля» (Інсбрук). У сезонах 1999/00 та 2001/02 він і команда перемагали у Кубку Австрії. За команду провів чотири сезони, провівши 54 матчі і забивши два м'ячі.
У 2002 році перейшов у віденську «Аустрію», з якою в сезоні 2002/03 він виграв «золотий дубль», чемпіонат і національний кубок, а наступного сезону став лише чемпіоном Австрії.
У 2004 році він став гравцем німецького «Рот Вайс» (Ерфурт) з 2-ї Бундесліги. Тут він провів сезон 2004/05, але основним гравцем не став, провівши лише чотири матчі в чемпіонаті, після чого повернувся до Австрії, де грав по сезону за «Медлінг» та ГАК (Грац).
У липні 2007 року він переїхав до Словенії, підписавши контракт з «Інтерблоком» і у сезоні 2007/08 він виграв з ним Кубок Словенії. У січні 2008 року перебував на перегляді в «Блекпулі», але потрапити в команду не зумів. Влітку 2008 року підписав контракт з «Капфенбергом», в 2009 році спочатку поїхав грати в Ізраїль за «Маккабі Ахі», потім на Крит в ОФІ, але ніде надовго не затримувався.
У липні 2010 року переїхав до Австралії, підписавши контракт з «Норт Квінсленд Фурі». У грі проти «Мельбурн Вікторі» відзначився сутичкою з Кевіном Мускатом і червоною карткою. За австралійську команду провів 15 матчів і в грудні 2011 року повернувся в Європу, перейшовши в мальтійську «Флоріану».
Покинув «Флоріану» у 2012 році, після чого грав в різних напівпрофесійних клубах в Австрії. Паралельно також працював асистентом тренера юнацької (U-15) команди «Штурм» (Грац), а з жовтня 2015 року був граючим тренером «Петерсдорфа II».

## Виступи за збірну
Незважаючи на те, що Акото народився в Гані, виступав за національну збірну Того. Дебютував в офіційних матчах у її складі 8 жовтня 2000 року в перемозі у відбірковому матчі на КАН-2002 року проти Уганди (3:0). У складі збірної був учасником Кубка африканських націй 2002 року у Малі та Кубка африканських націй 2006 року в Єгипті, але на обох збірна не вийшла з групи
У 2006 році увійшов в заявку команди на чемпіонат світу 2006 року у Німеччині, проте на поле не виходив, а збірна не вийшла з групи.
8 січня 2010 року перебував в автобусі збірної, який піддався нападу напередодні початку Кубка африканських націй 2010 року в Анголі. В результаті цього збірна відмовилась від участі на турнірі.
Протягом кар'єри у національній команді, яка тривала 11 років, провів у формі головної команди країни 34 матчі, забивши 1 гол.

## Досягнення
- Чемпіон Австрії: 2002/03
- Володар Кубка Австрії: 1999/00, 2001/02, 2002/03
- Володар Кубка Словенії: 2007/08

## Особисте життя
На початку жовтня 2014 року Ерік був заарештований за підозрою у торгівлі наркотиками, Однак трохи більше ніж через два тижні був звільнений з-під варти.